# Adam Sandler

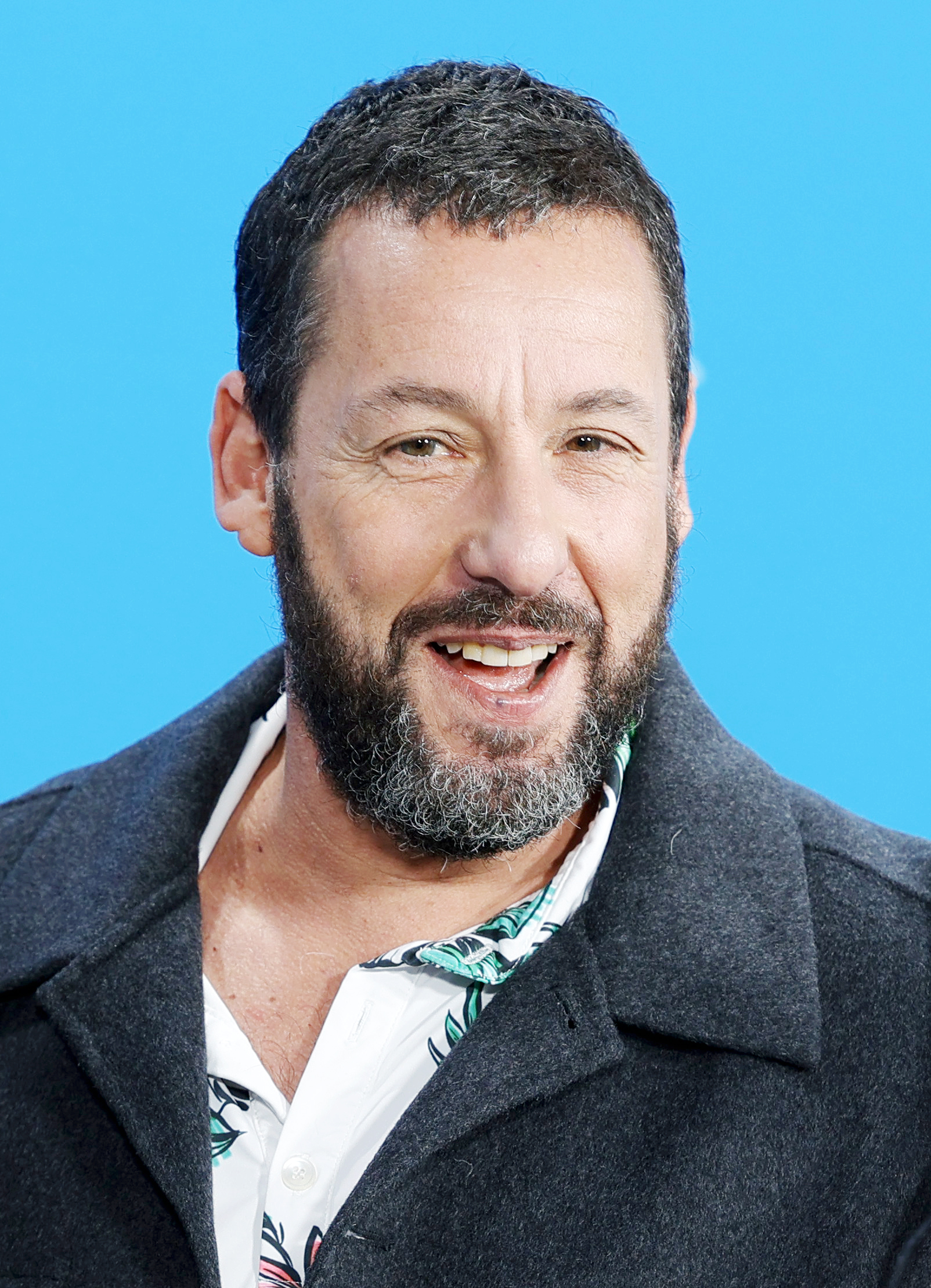
Adam Sandler (2024)

Adam Richard Sandler (* 9. September 1966 in Brooklyn, New York City) ist ein US-amerikanischer Schauspieler, Komiker, Produzent und Drehbuchautor.

## Leben und Werdegang
Sandler wurde am 9. September 1966 im New Yorker Stadtteil Brooklyn als Sohn jüdischer Eltern geboren. Sein Vater Stanley war Elektroingenieur, seine Mutter Judy Lehrkrankenschwester. Als Adam Sandler fünf Jahre alt war, zog die Familie nach Manchester in New Hampshire, wo er später die Manchester Central High School besuchte und abschloss. Anschließend besuchte er die Tisch School of the Arts der New York University, die er 1988 absolvierte. Im Jahr 1991 machte Sandler seinen Abschluss Bachelor of Fine Arts an der New York University.
Von 1987 bis 1988 spielte Sandler in The Cosby Show (1985–1989) die Rolle des Smitty. Er war außerdem Darsteller in der MTV-Spielshow Remote Control, in der er unter anderem als Trivia Delinquent oder Stud Boy auftrat.
Nachdem er einmal spontan die Bühne in einem Club in Boston betreten hatte, begann Sandler regelmäßig in Comedy-Clubs aufzutreten. Während eines Auftritts in Los Angeles wurde er von dem Comedian Dennis Miller entdeckt. Miller empfahl ihn daraufhin dem Produzenten von Saturday Night Live, Lorne Michaels. 1990 wurde Sandler als Autor bei SNL engagiert und trat im Jahr darauf auch als Darsteller auf, indem er in der Show ironische selbstgeschriebene Lieder sang, wie zum Beispiel The Chanukah Song, der 2009 von Neil Diamond auf dessen Album A Cherry Cherry Christmas gecovert wurde. Sandler verließ die Show 1996, um sich auf seine Schauspielkarriere zu konzentrieren.
Sandlers erster Schritt auf dem Weg zum Filmstar war der Kinofilm Billy Madison – Ein Chaot zum Verlieben, in dem er einen erwachsenen Mann spielte, der in der Schule die Klassen 1 bis 12 wiederholen muss, damit er seinen noch zögernden Vater überzeugen und dessen Hotelimperium übernehmen kann. Nach diesem Film folgten weitere, überraschend erfolgreiche Komödien wie Happy Gilmore (1996) und Eine Hochzeit zum Verlieben (1998). Mit dem Film Waterboy – Der Typ mit dem Wasserschaden (1998) erreichte Sandler Starstatus. Obwohl die meisten seiner früheren Filme von den Kritikern verrissen wurden, wie auch die mehrmalige Auszeichnung mit der Goldenen Himbeere bestätigt, haben seine neueren Filme, wie Punch-Drunk Love von Paul Thomas Anderson, positive Kritiken erhalten. Mit Jack und Jill erlitt er aber wieder einen Rückfall, was die Kritiken betrifft. Der Film erhielt in jeder der zehn Kategorien die Goldene Himbeere, was keinem anderen Film seit Vergabe der Golden Raspberry Awards gelang. Das Publikum blieb Sandler und seinem Slapstick-Humor treu, was sich in Filmeinnahmen von 100 Millionen US-Dollar und mehr niederschlug. Sandler nahm in der Folge auch seriöse Rollen an, wie zum Beispiel in dem von Kritikern hochgelobten Film Punch-Drunk Love, für den er für einen Golden Globe nominiert war und den Chlotrudis-Award-Publikumspreis gewann, und Spanglish. Außerdem wurde Sandler eine Zeit lang für die Rolle in dem Film Collateral (2004) in Betracht gezogen, die dann Jamie Foxx übernahm.

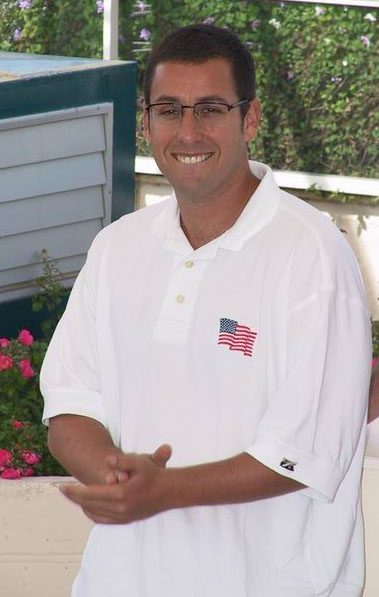
Adam Sandler (2002)

Sandler, in dessen Familie mehrere Schauspieler waren, gibt nur selten Interviews und schützt sein Privatleben weitgehend vor der Öffentlichkeit. Auf seiner Website wendet Sandler sich aber regelmäßig in Form von Videobotschaften an seine Fans, in denen er sie über seine Filmprojekte auf dem Laufenden hält und sie zu bestimmten Feiertagen grüßt. Am 22. Juni 2003 heiratete Sandler das Model Jackie Titone, das er auf dem Set des Films Big Daddy kennengelernt hatte. Die gemeinsamen Töchter Sadie und Sunny Sandler sind ebenfalls als Schauspielerinnen tätig. Sandler und Titone arbeiteten ein weiteres Mal in der Komödie Rent a Man – Ein Mann für gewisse Sekunden von Rob Schneider zusammen, bei der Sandler Produktionsleiter war. Darüber hinaus besitzt er eine eigene Produktionsfirma Happy Madison Productions, benannt nach seinen Filmen Happy Gilmore und Billy Madison – Ein Chaot zum Verlieben.
Sandler ist mit dem Komiker Kevin James aus der Fernsehserie King of Queens befreundet. James sagte, dass er in der Serie gerne mit guten Freunden zusammengearbeitet habe und deshalb auch Sandler nicht fehlen durfte. 2007 traten beide zusammen in der Komödie Chuck und Larry – Wie Feuer und Flamme auf. Sein Projekt Reign Over Me behandelt die Ereignisse des 11. September 2001 und ist unter anderem mit Don Cheadle, Saffron Burrows, Liv Tyler und Jada Pinkett besetzt. Andere Schauspieler, die regelmäßig in Sandler-Filmen auftauchen, sind Rob Schneider, Steve Buscemi, Chris Rock, John Turturro, Jon Lovitz, Clint Howard, Norm Macdonald, Nick Swardson und Sandlers Freunde Allen Covert, Peter Dante und Jonathan Loughran. Besonders Allen Covert spielt in Sandlers Filmen einzigartige und exzentrische Charaktere.
Im Februar 2011 erhielt Sandler einen Stern der Kategorie Film auf dem Hollywood Walk of Fame bei der Adresse 6262 Hollywood Blvd.
Seit 2015 arbeitet er mit Netflix zusammen und hat bisher die Filme Die lächerlichen Sechs, The Do-Over, Der schwarze Diamant, Die Woche, Sandy Wexler und The Meyerowitz Stories (New and Selected) produziert. 2019 folgte Murder Mystery, 2020 Hubie Halloween 2022 Hustle und Home Team.
Sandlers deutsche Synchronstimme ist seit 2000 durchgehend Dietmar Wunder. Während seiner Anfangszeit als Schauspieler wurde Sandler unter anderen von Benjamin Völz (Bulletproof und Happy Gilmore) gesprochen.

## Filmografie (Auswahl)

### Schauspieler
- 1987–1988: Die Bill Cosby Show (The Cosby Show, Fernsehserie, 4 Folgen)
- 1989: Adam Sandler’s Love Boat (Going Overboard)
- 1990: The Marshall Chronicles (Fernsehserie, Folge 1x05 Brightman SATyricon)
- 1990: Junge Schicksale (ABC Afterschool Specials, Fernsehreihe, Folge 19x02 Testing Dirty)
- 1990–1995: Saturday Night Live (Fernsehserie, 87 Folgen)
- 1992: Shakes the Clown
- 1993: Die Coneheads (Coneheads)
- 1994: Airheads
- 1994: Lifesavers – Die Lebensretter (Mixed Nuts)
- 1995: Billy Madison – Ein Chaot zum Verlieben (Billy Madison)
- 1996: Happy Gilmore
- 1996: Bulletproof
- 1998: Eine Hochzeit zum Verlieben (The Wedding Singer)
- 1998: Dirty Work
- 1998: Waterboy – Der Typ mit dem Wasserschaden (The Waterboy)
- 1999: Big Daddy
- 2000: Little Nicky – Satan Junior (Little Nicky)
- 2001: Animal – Das Tier im Manne (The Animal)
- 2002: Punch-Drunk Love
- 2002: Mr. Deeds
- 2002: Hot Chick – Verrückte Hühner (The Hot Chick)
- 2002: Adam Sandlers acht verrückte Nächte (Eight Crazy Nights, Stimme)
- 2003: Die Wutprobe (Anger Management)
- 2003: Pauly Shore Is Dead
- 2004: 50 erste Dates (50 First Dates)
- 2004: Spanglish
- 2005: Spiel ohne Regeln (The Longest Yard)
- 2005: Deuce Bigalow: European Gigolo
- 2006: Klick (Click)
- 2007: Die Liebe in mir (Reign Over Me)
- 2007: Chuck und Larry – Wie Feuer und Flamme (I Now Pronounce You Chuck & Larry)
- 2007: King of Queens (The King of Queens, Fernsehserie, Folge 9x09 Mild Bunch)
- 2008: Leg dich nicht mit Zohan an (You Don’t Mess with the Zohan)
- 2008: Bedtime Stories
- 2009: Wie das Leben so spielt (Funny People)
- 2010: Kindsköpfe (Grown Ups)
- 2011: Meine erfundene Frau (Just Go with It)
- 2011: Jack und Jill (Jack and Jill)
- 2011: Der Zoowärter (Zookeeper, Stimme)
- 2012: Der Chaos-Dad (That’s My Boy)
- 2012: Hotel Transsilvanien (Hotel Transylvania, Stimme für Dracula)
- 2013: Kindsköpfe 2 (Grown Ups 2)
- 2013: Jessie (Fernsehserie, Folge 2x20)
- 2014: Brooklyn Nine-Nine (Fernsehserie, Folge 1x15)
- 2014: Urlaubsreif (Blended)
- 2014: Cobbler – Der Schuhmagier (The Cobbler)
- 2014: #Zeitgeist (Men, Women & Children)
- 2014: Top Five
- 2015: Pixels
- 2015: Hotel Transsilvanien 2 (Hotel Transylvania 2, Stimme für Dracula)
- 2015: Die lächerlichen Sechs (The Ridiculous 6)
- 2016: The Do-Over
- 2016, 2018: Kevin Can Wait (Fernsehserie, 2 Folgen)
- 2017: Sandy Wexler
- 2017: The Meyerowitz Stories (New and Selected)
- 2018: Die Woche (The Week Of)
- 2018: Hotel Transsilvanien 3 – Ein Monster Urlaub (Hotel Transylvania 3: Summer Vacation, Stimme für Dracula)
- 2019: Murder Mystery
- 2019: Der schwarze Diamant (Uncut Gems)
- 2020: Hubie Halloween
- 2022: Hustle
- 2023: Murder Mystery 2
- 2023: Du bist sowas von nicht zu meiner Bat-Mizwa eingeladen (You Are So Not Invited To My Bat Mitzvah)
- 2023: Leo (Stimme für Leo)
- 2024: Spaceman: Eine kurze Geschichte der böhmischen Raumfahrt (Spaceman)
- 2025: Happy Gilmore 2

### Produzent
- 2002: Adam Sandlers acht verrückte Nächte (Eight Crazy Nights)
- 2005: Deuce Bigalow: European Gigolo
- 2006: Die Bankdrücker (The Benchwarmers)
- 2006: Klick (Click)
- 2007: Chuck und Larry – Wie Feuer und Flamme (I Now Pronounce You Chuck and Larry)
- 2008: Leg dich nicht mit Zohan an (You Don’t Mess with the Zohan)
- 2008: House Bunny (The House Bunny)
- 2008: Bedtime Stories
- 2010: Kindsköpfe (Grown Ups)
- 2011: Meine erfundene Frau (Just Go with It)
- 2011: Bucky Larson: Born to Be a Star
- 2011: Der Zoowärter (Zookeeper)
- 2011: Jack und Jill (Jack and Jill)
- 2012: Der Chaos-Dad (That’s My Boy)
- 2013: Kindsköpfe 2 (Grown Ups 2)
- 2014: Urlaubsreif (Blended)
- 2015: Der Kaufhaus Cop 2 (Paul Blart: Mall Cop 2)
- 2015: Pixels
- 2015: Die lächerlichen Sechs (The Ridiculous 6)
- 2016: The Do-Over
- 2017: Sandy Wexler
- 2018: Die Woche (The Week Of)
- 2019: Murder Mystery
- 2020: The Wrong Missy
- 2022: Home Team
- 2022: Hustle
- 2023: Murder Mystery 2
- 2023: The Out-Laws
- 2023: Du bist sowas von nicht zu meiner Bat-Mizwa eingeladen (You Are So Not Invited To My Bat Mitzvah)
- 2025: Irgendwie schwanger (Kinda Pregnant)
- 2025: Happy Gilmore 2

### Drehbuchautor
- 1989: Adam Sandler’s Love Boat (Going Overboard)
- 1990–1993: Saturday Night Live (Fernsehserie, 60 Folgen)
- 1995: Billy Madison – Ein Chaot zum Verlieben (Billy Madison)
- 1996: Happy Gilmore
- 1998: Waterboy – Der Typ mit dem Wasserschaden (The Waterboy)
- 1999: Big Daddy
- 2000: Little Nicky – Satan Junior (Little Nicky)
- 2002: Adam Sandlers acht verrückte Nächte (Eight Crazy Nights)
- 2008: Leg dich nicht mit Zohan an (You Don’t Mess with the Zohan)
- 2010: Kindsköpfe (Grown Ups)
- 2011: Bucky Larson: Born to Be a Star
- 2011: Jack und Jill (Jack and Jill)
- 2013: Kindsköpfe 2 (Grown Ups 2)
- 2015: Hotel Transsilvanien 2 (Hotel Transylvania 2)
- 2015: Die lächerlichen Sechs (The Ridiculous 6)
- 2017: Sandy Wexler
- 2018: Die Woche (The Week Of)
- 2020: Hubie Halloween
- 2025: Happy Gilmore 2

## Diskografie

### Studioalben
| Jahr | Titel                           | Höchstplatzierung, Gesamtwochen, AuszeichnungChartsChartplatzierungen (Jahr, Titel, Platzierungen, Wochen, Auszeichnungen, Anmerkungen) | Anmerkungen                              |
| Jahr | Titel                           | US | Anmerkungen                              |
| ---- | ------------------------------- | --- | ---------------------------------------- |
| 1993 | They’re All Gonna Laugh at You! | US129 ×2Doppelplatin · (55 Wo.)US | Erstveröffentlichung: 28. September 1993 |
| 1996 | What the Hell Happened to Me?   | US18 ×2Doppelplatin · (57 Wo.)US | Erstveröffentlichung: 13. Februar 1996   |
| 1997 | What’s Your Name?               | US18 Gold · (17 Wo.)US | Erstveröffentlichung: 16. September 1997 |
| 1999 | Stan and Judy’s Kid             | US16 Gold · (17 Wo.)US | Erstveröffentlichung: 21. September 1999 |
| 2004 | Shhh...Don’t Tell               | US47 (4 Wo.)US | Erstveröffentlichung: 13. Juli 2004      |

### Singles
| Jahr | Titel Album                                     | Höchstplatzierung, Gesamtwochen, AuszeichnungChartsChartplatzierungen (Jahr, Titel, Album, Platzierungen, Wochen, Auszeichnungen, Anmerkungen) | Anmerkungen                         |
| Jahr | Titel Album                                     | US | Anmerkungen                         |
| ---- | ----------------------------------------------- | --- | ----------------------------------- |
| 1998 | The Chanukah Song What the Hell Happened to Me? | US80 Gold · (2 Wo.)US | Erstveröffentlichung: Dezember 1998 |

Weitere Songs
- 1993: The Thanksgiving Song

## Auszeichnungen und Nominierungen
Critics’ Choice Movie Award
- 2018: Nominierung als Bester Filmschauspieler – Komödie für The Meyerowitz Stories (New and Selected)

People’s Choice Awards
- 2000: Bester männlicher Comedy Star
- 2005: Bestes Leinwandpaar mit Drew Barrymore für 50 erste Dates
- 2006: Bester männlicher Comedy-Star
- 2009: Bester männlicher Comedy-Star
- 2011: Bester männlicher Comedy Star
- 2012: Bester männlicher Comedy-Star
- 2013: Bester männlicher Comedy-Star
- 2014: Bester männlicher Comedy-Star
- 2015: Bester männlicher Comedy-Star

Primetime Emmy Award
- 1991: Nominierung für das Beste Drehbuch für eine Varieté-, Musik- oder Comedysendung  für Saturday Night Live
- 1992: Nominierung für das Beste Drehbuch für eine Varieté-, Musik- oder Comedysendung für Saturday Night Live
- 1993: Nominierung für das  Beste Drehbuch für eine Varieté-, Musik- oder Comedysendung für Saturday Night Live
- 2019: Nominierung für den Besten Gastdarsteller in einer Comedyserie für Saturday Night Live
- 2019: Nominierung für das Beste Drehbuch für eine Miniserie, einen Fernsehfilm oder ein Special für Adam Sandler: 100% Fresh

Nickelodeon Kids’ Choice Awards
- 2012: Lieblings-Schauspieler (Jack und Jill)
- 2013: Lieblings-Stimme in einem Animationsfilm (Hotel Transsilvanien)
- 2014: Lieblings-Schauspieler (Kindsköpfe 2)
- 2019: Lieblings-Sprecher in einem Animationsfilm (Hotel Transsilvanien 3 – Ein Monster Urlaub)

Golden Globe Award
- 2004: Nominierung als Bester Hauptdarsteller – Komödie oder Musical für Punch-Drunk Love

Gotham Award
- 2017: Nominierung als Bester Schauspieler (The Meyerowitz Stories (New and Selected)[13])

Goldene Himbeere
- 1997: Nominierung: Schlechtester Schauspieler in Happy Gilmore und Bulletproof
- 1999: Nominierung: Schlechtester Schauspieler in Waterboy – Der Typ mit dem Wasserschaden
- 2000: Auszeichnung: Schlechtester Schauspieler in Big Daddy
- 2000: Nominierung: Schlechtestes Drehbuch für Big Daddy
- 2001: Nominierung: Schlechtester Schauspieler in Little Nicky – Satan Junior
- 2001: Nominierung: Schlechtestes Drehbuch für Little Nicky – Satan Junior
- 2003: Nominierung: Schlechtester Schauspieler in Mr. Deeds und Adam Sandlers acht verrückte Nächte
- 2003: Nominierung: Schlechtester Film der auf Teenager abzielt für Adam Sandlers acht verrückte Nächte
- 2006: Nominierung: Schlechtester Film (gemeinsam mit Rob Schneider) für Deuce Bigalow: European Gigolo
- 2006: Nominierung: Schlechteste Neuverfilmung oder Fortsetzung (gemeinsam mit Rob Schneider) für Deuce Bigalow: European Gigolo
- 2008: Nominierung: Schlechtester Film (gemeinsam mit Tom Shadyac) für Chuck und Larry – Wie Feuer und Flamme
- 2008: Nominierung: Schlechtester Schauspieler in Chuck und Larry – Wie Feuer und Flamme
- 2008: Nominierung: Schlechteste Filmpaarung (zusammen mit Kevin James und Jessica Biel) in Chuck und Larry – Wie Feuer und Flamme
- 2012: Auszeichnung: Schlechtester Film (gemeinsam mit Todd Garner und Jack Giarraputo) für Jack und Jill
- 2012: Auszeichnung: Schlechtestes Prequel, Remake oder Fortsetzung (gemeinsam mit Todd Garner und Jack Giarraputo) für Jack und Jill
- 2012: Auszeichnung: Schlechtester Schauspieler in Jack und Jill und Meine erfundene Frau
- 2012: Auszeichnung: Schlechteste Schauspielerin in Jack & Jill
- 2012: Auszeichnung: Schlechtestes Drehbuch für Jack & Jill
- 2012: Nominierung: Schlechtestes Drehbuch für Bucky Larson: Born to be a Star
- 2012: Auszeichnung: Schlechtestes Ensemble in Jack & Jill
- 2012: Auszeichnung: Schlechteste Filmpaarung (zusammen mit Katie Holmes, Al Pacino) in Jack & Jill
- 2012: Nominierung: Schlechteste Filmpaarung (zusammen mit Brooklyn Decker und Jennifer Aniston) in Meine erfundene Frau
- 2013: Nominierung: Schlechtester Film (gemeinsam Allen Covert, Jack Giarraputo und Heather Parry) in Der Chaos-Dad
- 2013: Auszeichnung: Schlechtester Schauspieler in Der Chaos-Dad
- 2013: Nominierung: Schlechteste Filmpaarung: (zusammen mit entweder Leighton Meester, Andy Samberg oder Susan Sarandon) in Der Chaos-Dad
- 2014: Nominierung: Schlechtester Film (gemeinsam mit Jack Giarraputo) für Kindsköpfe 2
- 2014: Nominierung: Schlechtestes Prequel, Remake oder Fortsetzung (gemeinsam mit Jack Giarraputo) für Kindsköpfe 2
- 2014: Nominierung: Schlechtester Schauspieler in Kindsköpfe 2
- 2014: Nominierung: Schlechtestes Drehbuch (gemeinsam mit Tim Herlihy und Fred Wolf) für Kindsköpfe 2
- 2014: Nominierung: Schlechteste Filmpaarung (gemeinsam mit der gesamten Besetzung) für Kindsköpfe 2
- 2014: Nominierung: Schlechtestes Prequel, Remake oder Fortsetzung (gemeinsam mit Todd Garner, Kevin James) für Der Kaufhaus Cop 2
- 2015: Nominierung: Schlechtester Schauspieler für Urlaubsreif
- 2016: Nominierung: Schlechtester Schauspieler für Cobbler – Der Schuhmagier und Pixels
- 2016: Nominierung: Schlechtester Film (gemeinsam Todd Garner und Kevin James) in Der Kaufhaus Cop 2
- 2016: Nominierung: Schlechtester Film (gemeinsam Timothy Dowling und Tim Herlihy) in Pixels
- 2016: Nominierung: Schlechteste Filmpaarung Adam Sandler und jedes seiner Paar Schuhe in Cobbler – Der Schuhmagier
- 2020: Nominierung: Himbeeren-Erlöser-Preis für Der schwarze Diamant
- 2021: Nominierung: Schlechtester Schauspieler in Hubie Halloween
- 2021: Nominierung: Schlechteste Filmpaarung (gemeinsam mit seiner rauen Einfaltspinsel-Stimme) in Hubie Halloween

Weitere Auszeichnungen und Nominierungen
- Nominierung 1995: Grammy Award for Best Comedy Album mit They’re All Gonna Laugh at You
- Nominierung 1997: Grammy Award for Best Comedy Album mit What the Hell Happened to Me?
- Nominierung 2000: Grammy Award for Best Comedy Album mit Stan and Judy’s Kid
- 2011: Hollywood Walk of Fame
- 2023: Mark-Twain-Preis[14]